# Koenzymy

Koenzym A

Koenzymy – niebiałkowe składniki białek (np. enzymów) niezbędne dla ich aktywności, rodzaj kofaktorów. W przeciwieństwie do grup prostetycznych, są nietrwale (niekowalencyjnie), luźno związane z białkami. Białko bez swojego koenzymu to apobiałko (apoproteina, apoenzym), natomiast wraz z nim holobiałko (holoproteina).
Biorą udział w reakcjach przez oddawanie lub przyłączanie reagentów (atomów, grup atomów czy elektronów). 
Koenzymy mogą mieć charakter zarówno organiczny (np. nukleotydy i ich pochodne) lub nieorganiczny (np. jony metali).
Wiele organicznych koenzymów to witaminy lub ich pochodne, dlatego właśnie te związki są niezbędne dla funkcjonowania organizmu.

## Przykłady koenzymów
- FMN i FAD – pochodne witaminy B2[2]
- Folian
- Koenzym A (CoA)
- Koenzym Q10 (CoQ10, ubichinon)
- NAD – pochodna witaminy B3
- NADP – pochodna witaminy B3
- fosforan pirydoksalu (PLP) – pochodna witaminy B6
- Pirofosforan tiaminy (TPP) – pochodna witaminy B1
- S-adenozylometionina (SAM) – przen. grup metylowych
- Tetrahydrofolian – pochodna kwasu foliowego